# Florianus
Florianus (Marcus Annius Florianus), död i september 276 i Tarsus, var romersk kejsare från juli till september 276.
Florianus utsågs till romersk kejsare av armén sedan Tacitus avlidit. Strax därpå utsåg andra soldater general Probus till kejsare, vilket ledde till konfrontation där den senare vann. Florianus mördades av sina egna soldater efter 88 dagar som kejsare.